# Дени Алар
Дени Алар (роден 18 януари 1990 г.) е австрийски футболист от хърватски произход, нападател на ПФК Левски (София).
Алар започва професионалната си кариера през 2006 г. в тима на Леобен. През 2009 г. преминава в Капфенберг. Между 2011 г. и 2018 г. играе за отборите на Рапид Виена и Щурм Грац.
През лятото на 2019 г. е привлечен под наем в състава на Левски (София).

## Успехи
Щурм Грац
- Купа на Австрия: 2017–18